# Strada statale 502 di Cingoli
La ex strada statale 502 di Cingoli (SS 502), ora strada provinciale 502 di Cingoli (SP 502), è una strada provinciale italiana pedemontana che collega sia comuni della Vallesina che quelli vicini al monte San Vicino con quelli limitrofi al parco nazionale dei Monti Sibillini. Attraversa ben tre comunità montane: Comunità Montana del San Vicino, Comunità Montana Alte Valli del Potenza e Esino e la Comunità montana dei Monti Azzurri.

## Percorso
La strada ha inizio distaccandosi da un tratto facente parte del vecchio itinerario della strada statale 76 della Val d'Esino, poco fuori dal centro abitato di Jesi. L'arteria prosegue in direzione sud, varcando il fiume Esino e il nuovo tracciato della SS 76, entra nella provincia di Macerata, guadagnando altitudine fino al centro abitato di Cingoli; ridiscende quindi verso San Severino Marche dove incrocia la ex strada statale 361 Septempedana.
La strada prosegue ancora verso sud, attraversando Serrapetrona e incrociando la strada statale 77 della Val di Chienti in corrispondenza del lago di Pievefavera. L'arteria continua sempre in direzione sud, superando Caldarola e aggirando il centro abitato di Cessapalombo, sino ad innestarsi sulla ex strada statale 78 Picena in località Pian di Pieca, nel comune di San Ginesio.
In seguito al decreto legislativo n. 112 del 1998, dal 2001, la gestione è passata dall'ANAS alla Regione Marche: in realtà su sollecitazione di quest'ultima, la strada è passata di proprietà alla Provincia di Ancona e alla Provincia di Macerata per le tratte territorialmente competenti.